# Звід місцевих законів західних губерній Російської імперії 1837
Звід місцевих законів західних губерній Російської імперії 1837 — проект збірки норм цивільного матеріального та процесуального права, що стосуються Правобережної України та Білорусі. Виконаний у рамках робіт по кодифікації тогочасного права Російської імперії.
Спроби систематизувати російське законодавство робилися багатьма кодифікаційними комісіями. Так, 1801 було створено Комісію для складання законів, яка поділялася на три експедиції. "Малоросійськими правами" займалося 6-те відділення 2-ї експедиції. В його складі над кодифікацією права України працювали 2 групи. Перша, на чолі з А.Повстанським, опрацьовувала право правобережних губерній (Київська губернія, Волинська губернія та Подільська губернія), друга, під керівництвом Ф.Давидовича, – право лівобережних губерній (Чернігівська губернія і Полтавська губернія). Підсумком роботи групи А.Повстанського був проект "Зводу місцевих законів губерній та областей, приєднаних від Польщі". Група Ф.Давидовича підготувала "Зібрання цивільних законів, чинних у Малоросії" (див. "Зібрання малоросійських прав" 1807). Після цього кодифікаційні роботи було фактично припинено, за винятком перекладу російською мовою Литовського статуту (див. Статути Великого князівства Литовського), що його оприлюднено 1811.
1826 Комісію для складання законів перетворено на 2-ге відділення Власної його імператорської величності канцелярії, яке мало спеціально й постійно займатися кодифікаційною роботою. До неї було залучено російського державного діяча – кодифікатора права, графа М.Сперанського, який фактично очолив роботу. Відділення підготувало "Повне зібрання законів Російської імперії", публікація якого почалася 1830, та Звід законів Російської імперії, що став виходити друком 1832. 1830–33 у складі відділення працювала група під керівництвом І.Даниловича, яка підготувала ґрунтовний, якісно систематизований З.м.з.з.г.Р.і. Він складався зі вступу, трьох частин (закони про стани; закони цивільні; закони про суд) і додатків. 1838 проект Зводу затвердила Державна рада Російської імперії, але статусу чинного джерела права він так і не набув. Перемогла інша тенденція – поширення на українські землі російської системи права, місцеве право мало підпорядковуватися імперському законодавству і могло регулювати лише конкретні відносини в межах загальних вимог основних законів.
У процесі запровадження єдиної правової системи на всій території Російської імперії на українські землі 1840–42 було поширено загальноімперське цивільне та кримінальне законодавство. При підготовці 2-го видання Зводу законів Російської імперії 1842 було затверджено для включення до його 10-го тому низку норм З.м.з.з.г.Р.і. 1837, однак вони мали застосовуватися лише в Чернігівській і Полтавській губерніях. Таких норм налічувалося 53, і регулювали вони переважно сімейні й спадкові відносини. Специфіка регулювання правових відносин в Україні була збережена, зокрема, щодо визначення дієздатності особи, майнових відносин подружжя, права спадщини, інституту опіки, родових маєтків, права на чуже майно та знайдену річ, розподілу спільного майна, дарування майна, строків давності, забезпечення виконання договорів.